# Wölflalm
Die Wölflalm ist eine Alm in der Gemeinde Dorfgastein im österreichischen Bundesland Salzburg.

## Lage und Charakteristik
Die Wölflalm erstreckt sich an den nordöstlichen Berghängen des Jedlkopfs in der Goldberggruppe. Sie befindet sich in der Ortschaft Luggau und in der Katastralgemeinde Dorfgastein. Sie ist dem Wölflgut in Dorfgastein zugehörig.
Eine Almhütte steht auf einer Höhe von 1531 m ü. A. Die Wölflalm ist über einen Güterweg erschlossen. Über das Gelände führt der Weitwanderweg Salzburger Almenweg. Unterhalb der Alm im Süden und Osten fließt der Luggauer Bach, in den östlich der Alm der Präualmbach mündet.
Nördlich der Wölflalm erstrecken sich zwei Wild-Ruhezonen: die Rotwild-Ruhezone der Steindlalm, die von 1. November bis 31. Mai nicht betreten werden darf, und die Gamswild-Ruhezone von Luggau, deren Betreten von 1. Dezember bis 31. Mai verboten ist. Die Alm liegt zum Teil im Eigenjagdgebiet Luggauergraben und zum Teil im Eigenjagdgebiet Kompbergkarjagd. Im Westen wächst Grünerlen-Buschwald.

## Geschichte
Im von 1823 bis 1830 erstellten Franziszeischen Kataster ist die Alm als Gstoſsseitenalpe mit mehreren Gebäuden verzeichnet.